# Championnat du Maroc de football de troisième division 2019-2020
Navigation
Édition précédente Édition suivante
Le Championnat du Maroc de football D3 2019-2020 a opposé 16 clubs regroupés au sein d'une poule unique où les équipes se rencontrent deux fois, à domicile et à l'extérieur.
En fin de saison, les deux derniers sont relégués et remplacés par les deux premiers clubs de la division Amateurs I, l'équivalent de la D4 au Maroc. Les deux premières places sont qualificatives à la Botola 2 2020-2021

## Classement
| Rang | Équipe                    | Pts | J  | G  | N  | P  | Bp | Bc | Diff |
| ---- | ------------------------- | --- | -- | -- | -- | -- | -- | -- | ---- |
| 1    | Union Touarga Sport P     | 59  | 30 | 16 | 11 | 3  | 54 | 20 | +34  |
| 2    | Stade Marocain            | 59  | 30 | 16 | 11 | 3  | 35 | 19 | +16  |
| 3    | CS Ouarzazate             | 55  | 30 | 15 | 10 | 5  | 40 | 24 | +16  |
| 4    | Union Sportive Témara P   | 45  | 30 | 12 | 9  | 9  | 38 | 26 | +12  |
| 5    | Wydad Serghini P          | 45  | 30 | 12 | 9  | 9  | 38 | 26 | +12  |
| 6    | Olympique Youssoufia      | 45  | 30 | 13 | 6  | 11 | 36 | 32 | +4   |
| 7    | Rachad Bernoussi          | 41  | 30 | 10 | 11 | 9  | 22 | 27 | -5   |
| 8    | USM Oujda                 | 37  | 30 | 9  | 11 | 10 | 29 | 32 | -3   |
| 9    | JS de Kasbat Tadla R      | 36  | 30 | 10 | 6  | 14 | 27 | 31 | -4   |
| 10   | JS Massira R              | 36  | 30 | 10 | 6  | 14 | 26 | 30 | -4   |
| 11   | Mouloudia Dakhla          | 36  | 30 | 9  | 9  | 12 | 23 | 28 | -5   |
| 12   | Club omnisports de Meknès | 34  | 30 | 8  | 10 | 12 | 33 | 43 | -10  |
| 13   | Fath de Nador             | 34  | 30 | 8  | 10 | 12 | 27 | 44 | -17  |
| 14   | Jeunesse Mrirt            | 31  | 30 | 8  | 7  | 15 | 35 | 43 | -8   |
| 15   | Club Chabab Houara        | 30  | 30 | 8  | 6  | 16 | 27 | 46 | -19  |
| 16   | Wafaa Riadi Fassi         | 27  | 30 | 7  | 6  | 17 | 33 | 43 | -10  |

Source : Goalzz.com